# 曼吉斯套州
曼吉斯套州（羅馬化：Mangistauskaya oblast）是哈薩克斯坦的一個州份，西臨裡海，東鄰烏茲別克，南鄰土庫曼。面積165,600平方公里。人口736,795（2021年資料）。首府阿克套。
1973年3月20日自古里耶夫州分出，1988年被撤。1990年恢復。

## 外部連結
维基共享资源上的相關多媒體資源：曼吉斯套州
- 官方網站 （页面存档备份，存于）